# Пенициллины
Пеницилли́ны (от лат. Penicillium — «пеницилл», от лат. penicillum — «кисть») — антимикробные препараты, относящиеся к классу β-лактамных антибиотиков. Были открыты Александром Флемингом в 1928 году.
Природным продуцентом пенициллинов являются грибы рода Penicillium, наиболее активный из природных пенициллинов — бензилпенициллин, применяющийся с 1940-х годов. Главным компонентом всех пенициллинов служит 6-АПК (6-аминопенициллановая кислота), состоящая из β-лактама и тиазолидинового кольца. Все пенициллины различаются лишь по строению радикала.

## Классификация
В настоящее время все пенициллины подразделяются на 4 группы или поколения:
К первой группе относят:
- пенициллины естественного происхождения (синтезированы грибами) бензилпенициллин и феноксиметилпенициллин. Обладают узким спектром действия на гноеродные кокки и некоторые грамположительные бактерии, так как их β-лактам не защищён от действия пенициллиназ (ферментов, которые синтезируются некоторыми микроорганизмами, например, Staphylococcus spp.;
- полусинтетические пенициллины, обладающие устойчивостью к пенициллиназам, поэтому они применяются для борьбы с более широким спектром микроорганизмов (кокки, стафилококки, грамположительные и некоторые грамотрицательные бактерии). Сюда относятся: метициллин, оксациллин, нафциллин;
- аминопенициллины с расширенным спектром действия амоксициллин, ампициллин;

2—3-я группы включают карбоксипенициллины (тикарциллин, карбенициллин);
4-я группа включает пенициллины с широким антибактериальным спектром:
- уреидопенициллины (мезлоциллин, азлоциллин);
- амидинопенициллины (мециллам).

## Механизм действия
Пенициллины обладают преимущественно бактерицидным эффектом. Они препятствуют синтезу пептидогликана, являющегося основным компонентом клеточной стенки бактерий, а именно подавляют транспептидазную реакцию синтеза компонентов клеточной стенки (например D-аланина). Блокирование синтеза пептидогликана приводит к гибели бактерии.
Для преодоления широко распространённой среди микроорганизмов приобретённой устойчивости, связанной с продукцией особых ферментов — β-лактамаз, разрушающих β-лактамы, — были разработаны так называемые защищённые пенициллины, включающие соединения, способные необратимо подавлять активность β-лактамаз (ингибиторы бета-лактамаз).
Также возможен другой путь образования устойчивости — изменение характерных частей пенициллиносвязывающих белков.
Поскольку пептидогликан и пенициллиносвязывающие белки отсутствуют у млекопитающих, пенициллины практически не имеют серьёзных побочных эффектов. Однако у некоторых больных могут развиться аллергические реакции на пенициллин, которые проявляются в виде кожных высыпаний, отека гортани и повышения температуры, анафилактического шока.

## История применения
На зубах останков неандертальцев, найденных в пещере в Эль-Сидроне, были обнаруженные цепочки ДНК, связанные с плесенью Penicillium. Существует мнение, что бактерицидные свойства плесени были известны уже в то время и последняя использовалась для лечения  диареи, вызванной бактериальным заражением.